# Kabinett Yudhoyono II
Das Zweite Vereinigte Kabinett bildete von 2009 bis 2014 die Regierung von Indonesien. Es wurde 2014 vom Arbeitskabinett abgelöst. 

## Kabinettsmitglieder

### Präsident und Vizepräsident
| Amt             | Foto | Name                     |
| --------------- | ---- | ------------------------ |
| Staatspräsident |      | Susilo Bambang Yudhoyono |
| Vizepräsident   |      | Boediono                 |

### Koordinierende Minister
| Amt                                                        | Foto | Name            | Amtszeit                              |
| ---------------------------------------------------------- | ---- | --------------- | ------------------------------------- |
| Koordinierender Minister für Recht, Politik und Sicherheit |      | Djoko Suyanto   | 22. Oktober 2009 bis 20. Oktober 2014 |
| Koordinierender Minister für Wirtschaft                    |      | Hatta Rajasa    | 22. Oktober 2009 bis 13. Mai 2014     |
| Koordinierender Minister für Wirtschaft                    |      | Chairul Tanjung | 19. Mai 2014 bis 20. Oktober 2014     |
| Koordinierender Minister für Volkswohlfahrt                |      | Agung Laksono   | 22. Oktober 2009 bis 20. Oktober 2014 |
| Staatssekretär beim Staatspräsidenten                      |      | Sudi Silalahi   | 22. Oktober 2009 bis 20. Oktober 2014 |

### Ministerinnen und Minister
| Amt                                    | Foto | Name                    | Amtszeit                                                |
| -------------------------------------- | ---- | ----------------------- | ------------------------------------------------------- |
| Innenminister                          |      | Gamawan Fauzi           | 22. Oktober 2009 bis 20. Oktober 2014                   |
| Außenminister                          |      | Marty Natalegawa        | 22. Oktober 2009 bis 20. Oktober 2014                   |
| Verteidigungsminister                  |      | Purnomo Yusgiantoro     | 22. Oktober 2009 bis 20. Oktober 2014                   |
| Minister für Justiz und Menschenrechte |      | Patrialis Akbar         | 22. Oktober 2009 bis 19. Oktober 2011                   |
| Minister für Justiz und Menschenrechte |      | Amir Syamsuddin         | 19. Oktober 2011 bis 20. Oktober 2014                   |
| Finanzminister                         |      | Sri Mulyani             | 22. Oktober 2009 bis 20. Mai 2010                       |
| Finanzminister                         |      | Agus Martowardojo       | 20. Mai 2010 bis 19. April 2013                         |
| Finanzminister                         |      | Hatta Rajasa            | 19. April 2013 bis 21. Mai 2013 (kommissarisch)         |
| Finanzminister                         |      | Muhamad Chatib Basri    | 21. Mai 2013 bis 20. Oktober 2014                       |
| Minister für Energie und Bodenschätze  |      | Darwin Zahedy Saleh     | 22. Oktober 2009 bis 19. Oktober 2011                   |
| Minister für Energie und Bodenschätze  |      | Jero Wacik              | 19. Oktober 2011 bis 5. September 2014                  |
| Minister für Energie und Bodenschätze  |      | Chairul Tanjung         | 11. September 2014 bis 20. Oktober 2014 (kommissarisch) |
| Industrieminister                      |      | Mohamad Suleman Hidayat | 22. Oktober 2009 bis 20. Oktober 2014                   |
| Handelsminister                        |      | Mari Elka Pangestu      | 22. Oktober 2009 bis 19. Oktober 2011                   |
| Handelsminister                        |      | Gita Wirjawan           | 19. Oktober 2011 bis 31. Januar 2014                    |
| Handelsminister                        |      | Bayu Krisnamurthi       | 31. Januar 2014 bis 14. Februar 2014 (kommissarisch)    |
| Handelsminister                        |      | Muhammad Lutfi          | 14. Februar 2014 bis 20. Oktober 2014                   |
| Landwirtschaftsminister                |      | Suswono                 | 22. Oktober 2009 bis 20. Oktober 2014                   |
| Forstminister                          |      | Zulkifli Hasan          | 22. Oktober 2009 bis 1. Oktober 2014                    |
| Forstminister                          |      | Chairul Tanjung         | 1. Oktober 2014 bis 20. Oktober 2014 (kommissarisch)    |